# Редер, Вальтер
Вальтер Редер (нем. Walter Reder; 4 февраля 1915, Фрайвальдау, Австро-Венгрия — 26 апреля 1991, Вена, Австрия) — австрийский штурмбаннфюрер СС, военный преступник, кавалер Рыцарского креста Железного креста. Во время войны участвовал в расстрелах мирных жителей в Италии, за что по её окончании был приговорён итальянским судом к пожизненному заключению. В 1984 году публично раскаялся в преступлениях и в начале 1985 года был освобождён из-под стражи.

## Биография
Вальтер Редер родился 4 февраля 1915 года в Северной Богемии в городе Фрайвальдау. После начала Первой мировой войны семья переехала в Штайр, где его отец Рудольф Редер был владельцем завода по производству счётных машинок. Редер рос в консервативной католической семье. В 1928 году предприятие отца обанкротилось. Редер был отправлен в Вену к своей тёте и в 1931 году получил аттестат о среднем образовании в венской гимназии. В 1932 году переехал в Линц и там посещал коммерческое училище. В сентябре 1932 года стал членом гитлерюгенда.
В декабре 1933 года был зачислен в ряды СС (№ 58074), которые стали нелегальной организацией. В 1934 году был исключён из школы и должен был быть помещён в лагерь для арестантов, однако 25 июня 1934 года бежал в Германию. В Германии Редер получил немецкое гражданство и присоединился к австрийскому легиону, военизированному подразделению, образованному для оккупации Австрии. В 1935 году он поступил в юнкерскую школу СС в Брауншвейге. В 1936 году в звании унтерштурмфюрера СС был переведён в штандарт СС «Верхняя Бавария», охранявший концлагерь Дахау. 1 мая 1937 года вступил в НСДАП (билет № 5020869). Командиром штандарта «Верхняя Бавария» был Макс Зимон, который был командиром Редера до 1944 года. В 1938 году участвовал в аннексии Австрии и Чехословакии.

### Участие во Второй мировой войне
В 1939 году был офицером связи между дивизией СС «Мёртвая голова» и рейхсфюрером СС во время польский кампании. Весной 1940 года стал 2-м адъютантом в штабе 2-го пехотного полка дивизии СС «Мёртвая голова» и участвовал во Французской кампании. В 1941 году в качестве командира роты в 1-м пехотном полку СС, а позже командира батальона дивизии СС «Мёртвая голова» принимал участие в войне против Советского Союза. В сентябре 1941 года был ранен на Валдайский возвышенности к северо-западу от Москвы. После выздоровления в январе 1942 года вернулся в подразделение и участвовал в боях в Демянском котле, пока остатки разбитой дивизии не были отправлены во Францию в октябре 1942 года. Редер был награждён немецким крестом в золоте и Рыцарским Крестом Железного креста. В марте 1943 года был тяжело ранен осколком гранаты при взятии Харькова, правая рука была парализована и левое предплечье пришлось ампутировать.
Поздней осенью 1943 года после выздоровления связался с командиром 16-й моторизованной дивизии СС «Рейхсфюрер СС» Максом Зимоном. В конце мая 1944 года подразделение прибыло в Италию и с 26 июня принимало участие в боевых действиях. Первая операция Редера состоялась в горах к северо-западу от Каррары 19 августа. Здесь за два дня до этого партизаны во время облавы расстреляли 16 эсэсовцев. Пока полевая жандармерия СС казнила 53 захваченных гражданских лиц на месте преступления, солдаты Редера обшарили окрестные горы и нашли более 100 женщин, детей и стариков, собравшихся в Валле, убив их пулемётными очередями. 24 и 25 августа солдаты дивизии участвовали в крупномасштабной антипартизанской боевой акции совместно с войсками вермахта в районе Винче. Почти 200 мирных жителей были убиты, многие из них от рук итальянских вспомогательных подразделений фашистских Чёрных бригад. Самая известная операция Редера была проведена в конце сентября в районе к юго-западу от Болоньи. 29 сентября дивизия начала операцию против партизанской группы «Стелла Россе» в горах к востоку от Вергато-Марзаботто. Сам факт того, что партизаны смогли освободить территорию с небольшими потерями и практически без сопротивления со стороны солдат, должен быть достаточным доказательством того, что эта акция была направлена вовсе не на борьбу с вооружённым сопротивлением, а только на полное очищение вражеских областей и уничтожение проживающих в них людей. Вместо партизан были убиты старики, женщины, дети и младенцы, большинство из них — в районе действий подразделения. Вечером 29 сентября 550 человек были расстреляны в горящих хуторах и усадьбах горного массива. При общем количестве убитых «бандитов» и «бандитских помощниках» более 700, с немецкой стороны было всего 7 убитых и 29 раненых.

### После войны
В мае 1945 года был арестован американцами в лазарете и помещён в лагерь для военнопленных в Вольфсберге в Каринтии, а затем передан британцам. В 1948 году был экстрадирован в Италию, где предстал перед военным трибуналом в Болонье. Его защищали итальянский адвокат Джузеппе Широ и его немецкий коллега Клаус-Иоахим фон Хейдебрекк. Редеру были предъявлены обвинения в массовых убийствах в Мардзаботто и в убийстве 2700 итальянских граждан в Тоскане и Эмилья-Романья. 31 октября 1951 года был приговорён к пожизненному тюремному заключению. Отбывал наказание в военной тюрьме в Гаэте. После завершения обвинительного процесса против Редера Австрия считала себя защищающей страной для военного преступника, несмотря на то, что в 1934 году он отказался от австрийского гражданства в пользу немецкого. Таким образом, Верхняя Австрия (при вмешательстве бывшего инспектора гау в Верхней Австрии) заняла правовую позицию, что Редер был австрийцем. В 1956 году он получил австрийское гражданство. В начале 1960-х годов министерство иностранных дел окончательно определило, что Редер имеет право на статус и обращение военнопленного согласно женевской конвенции о военнопленных. Некоторые австрийские газеты, например, Kronen Zeitung («Нет надежды для Вальтера Редера?»), и СМИ правоэкстремистской направленности (Die Kameradschaft, Die Aula) любили обсуждать то, что Редер является «военнопленным». Кроме того, за его освобождение выступали, в частности, Австрийская партия свободы, также политики из других партий и представители гражданского общества. Немецкие органы печати также выступили в поддержку Вальтера Редера, например, Die Zeit в 1955 году и Frankfurter Allgemeine Zeitung в 1985 году.
В 1984 году Редер выразил «свое глубокое раскаяние» в письме к жителям Марзаботто. 24 января 1985 года он был освобождён из тюрьмы. При въезде в Австрии был встречен министром обороны Фридхельмом  Фришеншлагером рукопожатием, что вызвало скандал. Умер в 1991 году в больнице в Вене.